# Листоїдність
Листоїдні тварини — це травоїдна тварини, які спеціалізуються на поїданні листя. Зріле листя містить високу частку важкоперетравлюваної целюлози, менше енергії, ніж інші види їжі, і часто токсичні сполуки. З цієї причини листоїдні тварини, як правило, мають довгий травний тракт і повільний метаболізм. Багато хто заручається допомогою симбіотичних бактерій, щоб вивільнити поживні речовини зі свого раціону. Крім того, як було помічено у листоїдних приматів, вони виявляють сильну перевагу незрілим листкам, які, як правило, легше пережовуються, містять більше енергії та білка, а також менше клітковини та отрут, ніж більш зрілі волокнисті листки. 

## Еволюція
Травоїдність еволюціонувала кілька разів серед різних груп тварин. Першими хребетними були дрібні риби, які харчувалися протистами та безхребетними. Після цих риб наступною групою хребетних, яка еволюціонувала, були рибоїдні, потім комахоїдні, хижі і, нарешті, травоїдні. Оскільки для живлення високоволокнистими рослинними матеріалами був необхідний складний набір пристосувань (структурні зміни зубів, щелеп і травного тракту) і лише невелика частина сучасних чотириногих є облігатними травоїдними тваринами, можливо, ранні чотириногі здійснили перехід до повноцінні травоїдні тварини шляхом всеїдності.

## Листоїдність і політ
Було помічено, що листоїдів надзвичайно мало серед літаючих хребетних. Мортон (1978) пояснив це тим фактом, що листки важкі, повільно перетравлюються та містять мало енергії порівняно з іншими продуктами. Гоацин є прикладом летючого листоїдного птаха. Однак є багато видів листоїдних летючих комах. Деякі кажани частково листоїдні; їхній спосіб отримання живлення з листя, згідно з Лоурі (1989), полягає в тому, щоб жувати листя, ковтаючи сік і випльовуючи залишок.

## Деревні листоїди
Деревні листоїдні ссавці, такі як лінивці, коали та деякі види мавп і лемурів, мають тенденцію бути великими та обережно лазити. Подібність у формі тіла та будові голови та зубів між ранніми гоміноїдами та різними родинами деревних листоїдних була висунута як доказ того, що ранні гоміноїди також були листоїдними.

## Примати
Стандартна екологічна теорія передбачає відносно великі розміри груп листоїдних приматів, оскільки великі групи пропонують кращий колективний захист від хижаків і вони стикаються з малою конкуренцією за їжу між собою. Було помічено, що ці тварини, незважаючи на це, часто живуть невеликими групами. Пояснення, запропоновані цьому очевидному парадоксу, включають такі соціальні чинники, як збільшення випадків дітовбивств у великих групах.
Листоїдні примати відносно рідкісні в Новому Світі, основним винятком є ревуни. Одне з запропонованих пояснень полягає в тому, що у рослин Нового Світу плодоношення і розпускання листя відбуваються одночасно. Однак дослідження 2001 року не виявило доказів одночасного плодоношення та розпускання листя на більшості місць, що, очевидно, спростовує цю гіпотезу.

## Галерея листоїдних тварин

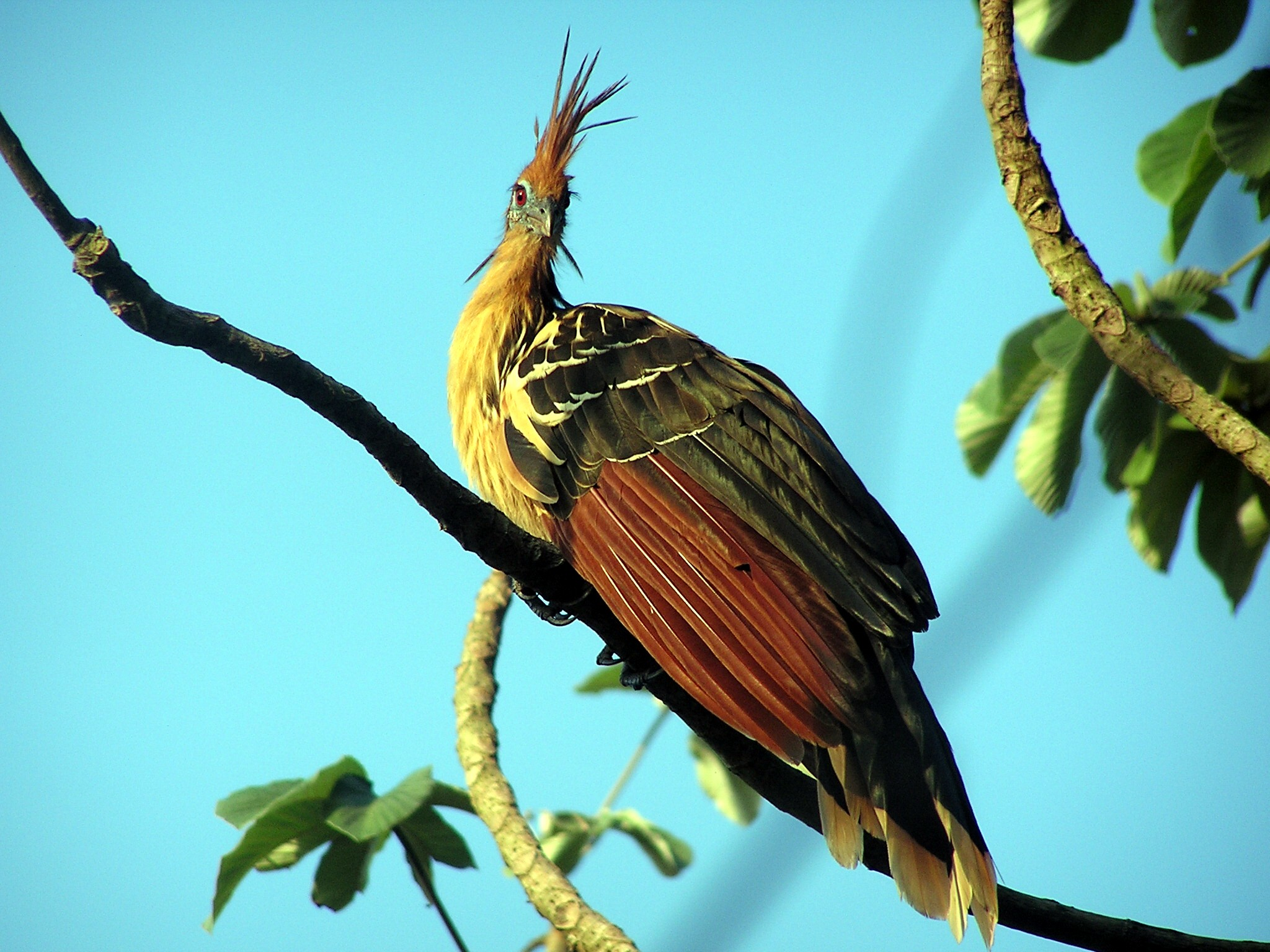
Гоацин
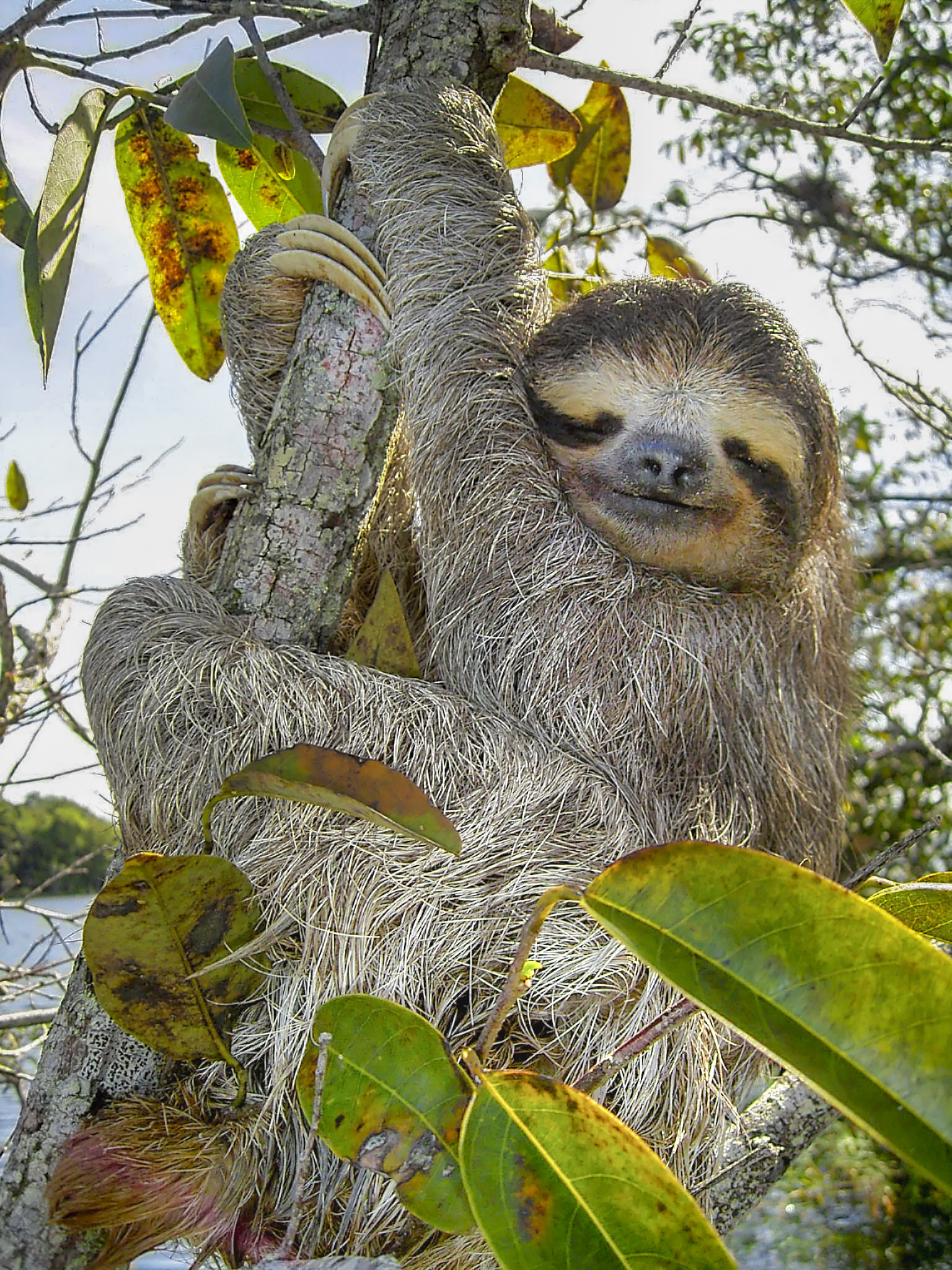
Лінивець виду Bradypus variegatus
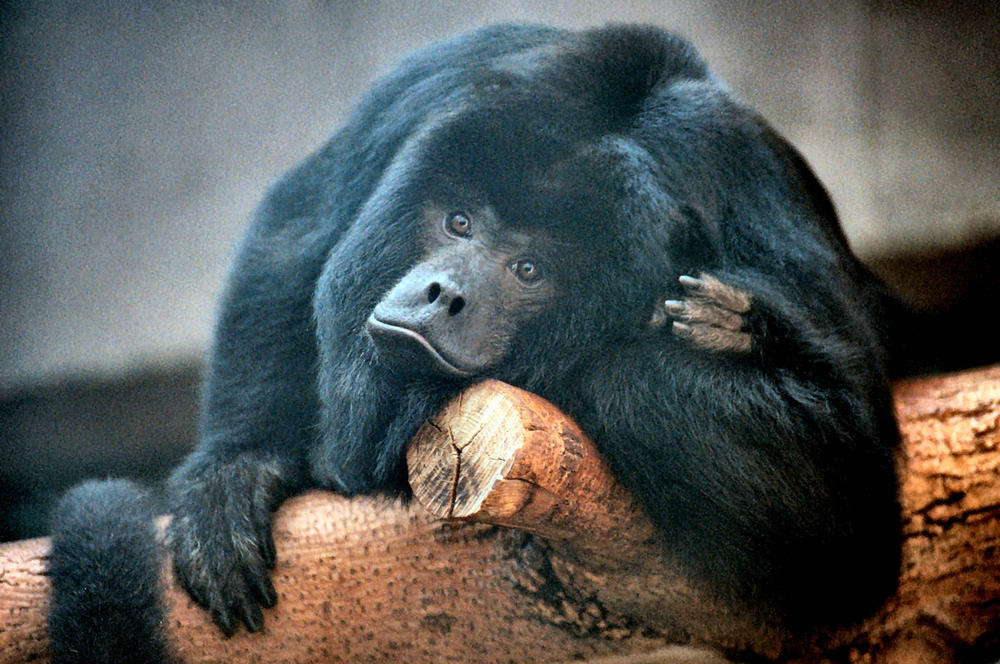
Ревун
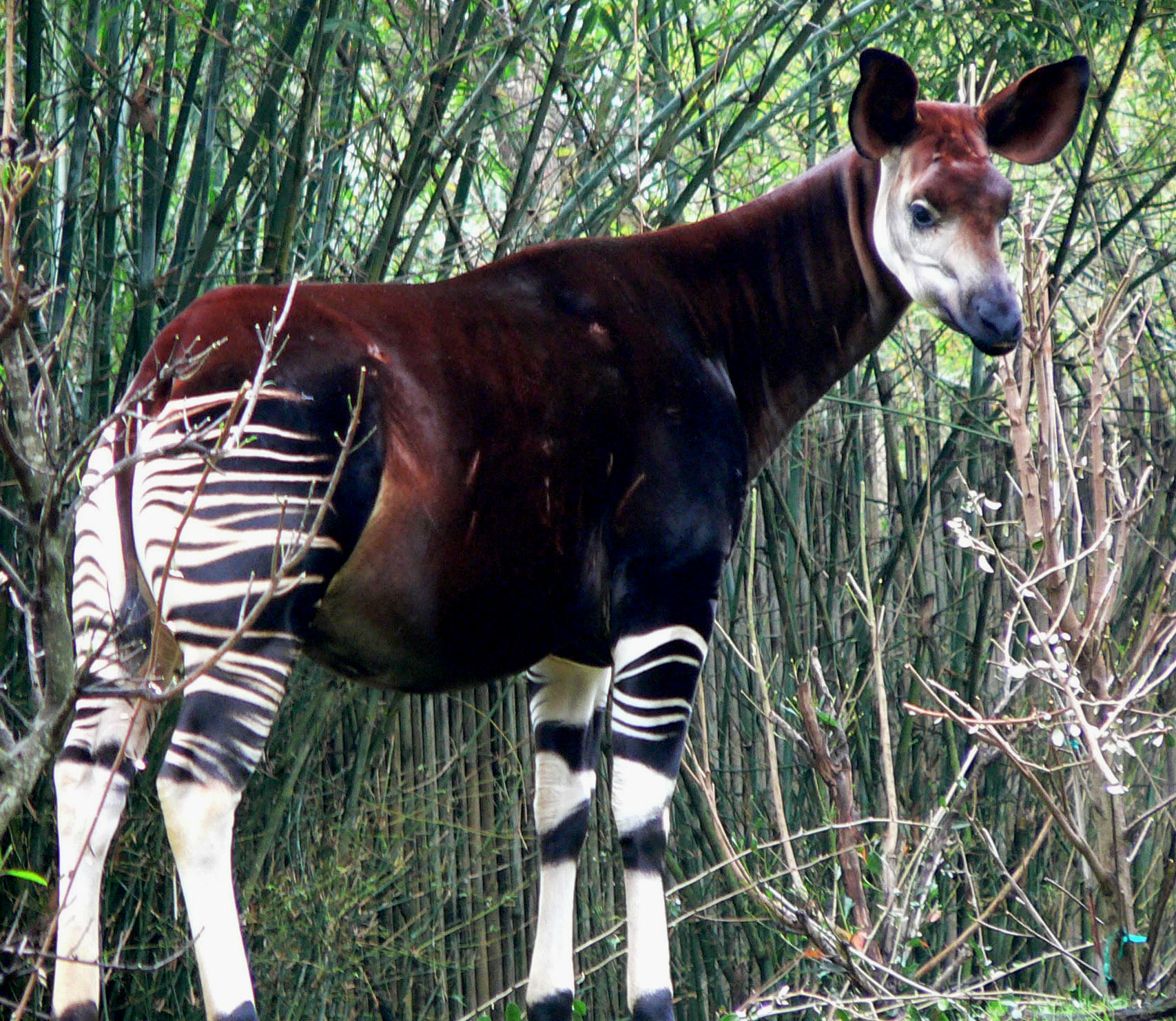
Окапі
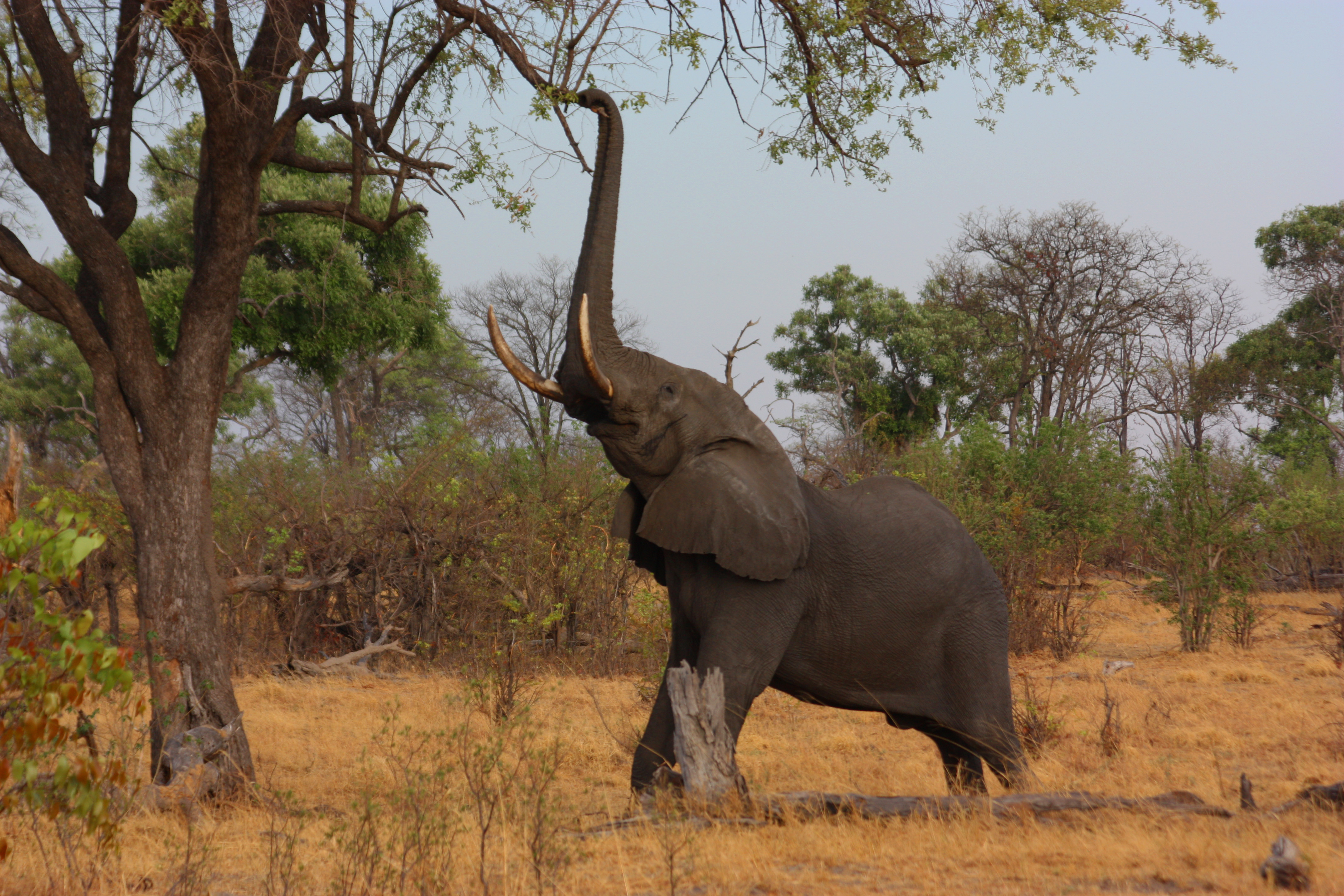
Слон саванний